# مارکو
مارکو با نام اصلی ۳۰۰۰ لیگ در جستجوی مادر (به ژاپنی: 母をたずねて三千里) (به انگلیسی: 3000 Leagues in Search of Mother) یک مجموعه تلویزیونی انیمه ۵۲ قسمتی به کارگردانی ایسائو تاکاهاتا است که توسط استودیو نیپون انیمیشن ساخته شده است. پخش آن از ۴ ژانویه ۱۹۷۶ در کانال فوجی تلویژن آغاز شده و در ۲۶ دسامبر ۱۹۷۶ پایان یافته است.

## داستان
مارکو پسربچهٔ ۱۰ سالهٔ ایتالیایی، در شهر جنوا زندگی می‌کند. مادر مارکو، آنّـا برای کمک به وضعیت اقتصادی خانواده به آرژانتین رفته تا کار کند و هرگاه که کشتی «میکل‌آنژ» از آرژانتین به سوی جنوا حرکت می‌کند نامه‌ای از مادر مارکو هم با خود به همراه دارد اما پس از یک سال رسیدن نامه‌ها متوقف می‌شود و این موضوع مارکو را خیلی نگران می‌کند او نمی‌تواند پدرش را که سرپرست یک درمانگاه ویژهٔ تهی‌دستان است وادار به انجام کاری کند و سرانجام ناچار می‌شود که خودش برای یافتن مادر مقداری پول جمع کند، سوار کشتی «میکل‌آنژ» شود و به آرژانتین برود…